# Острый конец
«Острый конец» (англ. The Pointy End) — восьмой эпизод первого сезона фэнтезийного сериала канала HBO «Игра престолов». Премьера состоялась 5 июня 2011 года. Режиссёром стал Дэниель Минахан, а сценаристом — Джордж Р. Р. Мартин, автор серии романов «Песнь Льда и Огня», на которой основан сериал.
Название отсылает к уроку борьбы на мечах, который Джон дал Арье перед прощанием: «Коли их острым концом».

## Сюжет

### В Речных Землях
Тирион (Питер Динклэйдж) и Бронн (Джером Флинн) направляются в лагерь Тайвина Ланнистера. Ночью их окружает одно из горных варварских племён Долины. Тирион убеждает их служить ему охраной, пообещав золото, оружие и армию, что поможет им захватить Долину Арренов. Тайвин недоволен, но соглашается выполнить обещания Тириона, если горные племена присоединятся к борьбе против Старков. Члены племени согласны, но хотят, чтобы Тирион сопровождал их в качестве страховки.

### В Долине
Кейтилин (Мишель Фэйрли) спорит со своей сестрой Лизой (Кейт Дики) из-за полученного ею письма о событиях в Королевской Гавани. Лиза отказывается посылать войска на помощь Старкам, так как заботится только о безопасности своего сына Робина (Лино Фасиоль). Кейтилин покидает Орлиное Гнездо.

### На Севере
Получив письмо от Сансы, Робб (Ричард Мэдден) решает, что Серсея манипулирует ею. Он созывает знаменосцев своей семьи на войну против Ланнистеров, к радости Теона Грейджоя (Альфи Аллен). Заслужив уважение лорда «Большого Джона» Амбера (Клайв Мэнтл) и оставив Брана во главе Винтерфелла, Робб и его армия продвигаются на юг, позже к ним присоединяется Кейтилин. Во время военного совета, на котором Робб раздумывает, атаковать силы Тайвина или Джейме, захватывают разведчика Ланнистеров. Робб решает отпустить его к Тайвину с посланием о том, что Север идёт за ним.

### На Стене
Джон Сноу (Кит Харингтон), Сэмвелл Тарли (Джон Брэдли) и их группа возвращаются на Стену, обнаружив два замёрзших трупа. Лорд-командующий Джиор Мормонт (Джеймс Космо) опознаёт в них разведчиков, уехавших с Бендженом Старком, и приказывает обследовать тела. Сэм замечает, что на трупах нет никаких признаков гниения, хотя, судя по всему, они мертвы уже несколько недель. Позже Мормонт сообщает Джону о событиях на юге и призывает сохранить верность Ночному Дозору. Джон выходит из себя, когда сир Аллисер Торн (Оуэн Тил) высмеивает предательство Эддарда Старка. Джон в ярости набрасывается на Торна с ножом, но товарищи удерживают его и заключают под домашний арест.
Ночью лютоволк Джона Призрак ведёт себя странно, вынуждая Джона последовать в покои Мормонта. Как только Джон входит, его атакует один из мёртвых разведчиков, обернувшийся упырём. Нежить-монстр невосприимчив к мечу Джона и продолжает нападать, даже потеряв руку. Когда входит Мормонт, Джон бросает в упыря фонарь. Огонь уничтожает упыря. На следующее утро оба тела сжигают, а Сэм говорит, что он прочитал о том, что трупы оживают от прикосновения Белых Ходоков и убить их можно только огнём.

### За Узким морем
Орда кхала Дрого (Джейсон Момоа) разграбляет маленькую деревню, чтобы добыть средства на корабли для вторжения в Семь Королевств. Дейенерис Таргариен (Эмилия Кларк) потрясена их жестокостью. Увидев, что дотракийцы собирают несколько деревенских женщин для изнасилования, она приказывает сиру Джораху Мормонту (Иэн Глен) и её телохранителям заявить, что эти женщины её. Представ перед Дрого, она отстаивает свои действия по праву кхалиси и требует, чтобы захватчики женились на женщинах, которых хотят, а не порабощали их. Впечатлённый Дрого стоит на стороне жены, но Маго, лидер захватчиков, не повинуется кхалу, который «пляшет под дудку иноземной шлюхи». Дрого с лёгкостью убивает его на поединке, но получает глубокую рану. Дейенерис беспокоится о ране, и кхал неохотно позволяет целительнице по имени Мирри Маз Дуур (Мия Сотериу), одной из спасённых Дейенерис женщин, обработать его раны. Это вызывает неприязнь дотракийцев, которые презрительно называют целительницу «мейегой», ведьмой.

### В Королевской Гавани
Заключив Неда Старка (Шон Бин) в темницу после неудачной попытки арестовать Джоффри (Джек Глисон) и Серсею (Лена Хеди), Ланнистеры направляют войска против остальных Старков. Старшая дочь Неда, Санса (Софи Тёрнер), задержана, Арье (Мэйси Уильямс) удаётся бежать из замка, пока её учитель фехтования Сирио Форель (Милтос Еролиму) сдерживает людей Ланнистеров. Как только Арья выбегает на улицу в поисках своего меча, мальчик-конюх пытается задержать её для королевы, но она смертельно ранит его и убегает.
Серсея убеждает Сансу, что для спасения отца она должна написать письмо Роббу, умоляя его прийти в Королевскую Гавань и присягнуть Джоффри. Джоффри и Серсея вершат суд, где дают капитану Городской стражи Яносу Слинту титул лорда и назначают Тайвина Ланнистера (Чарльз Дэнс) новым Десницей короля. Джоффри также снимает сира Барристана Селми (Иэн Макэлхинни) с должности лорда-командующего Королевской гвардии и передаёт его пост Джейме Ланнистеру. Селми предлагают замок и земли в знак признания его заслуг, но разъярённый Барристан, расценивая это как оскорбление, бросает свой меч к ногам Джоффри и уходит из зала. Санса пользуется возможностью и публично молит о жизни её отца. Джоффри соглашается проявить милосердие, если Нед сознается в измене и примет его как законного короля.

## Производство

### Сценарий

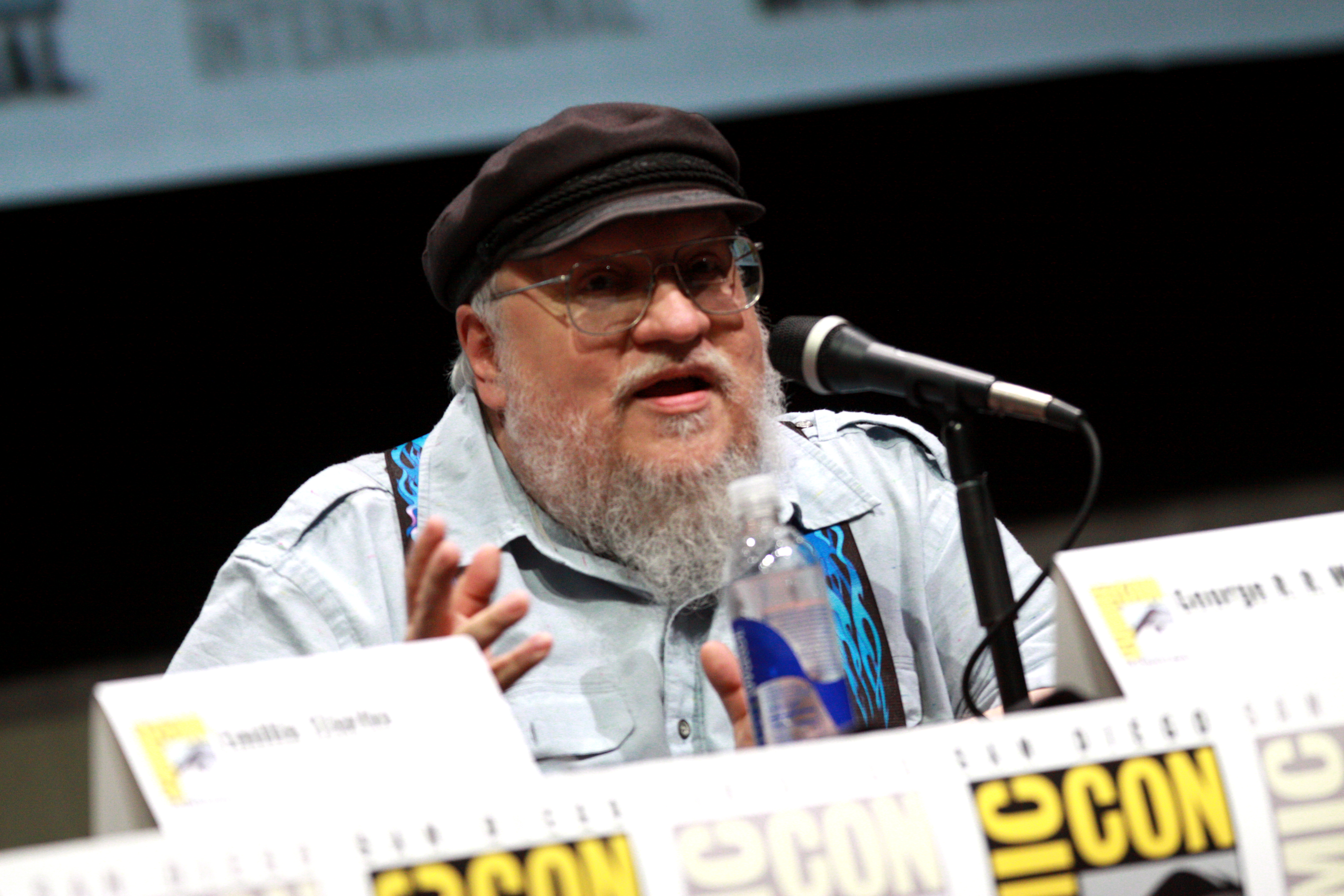
Джордж Р. Р. Мартин, автор «Игры престолов».

Автором сценария эпизода стал Джордж Р. Р. Мартин, автор книги «Игра престолов», по которой снимается сериал. Для эпизода использованы главы 43, 51—58 и 61 (Тирион VI, Арья IV, Санса IV, Джон VII, Бран VI, Кейтилин VIII, Тирион VII, Санса V, начало Эддарда XV и Дейенерис VII). У Мартина был большой опыт телесценариста, но последний сценарий для телевидения он писал 10 лет назад. Он говорил, что эпизод писался очень легко благодаря знакомству с персонажами и сюжетом и что самым сложным было «привыкнуть к новой компьютерной программе, которой пришлось пользоваться».
Мартин представил первый набросок сценария исполнительным продюсерам Дэвиду Бениоффу и Д. Б. Уайссу 1 мая 2010 года, признавая, что он, возможно, «слишком длинен и слишком дорог». На самом деле не оказалось возможностей снять лишь одну написанную Мартином сцену: Робб созывает северян — знаменосцев своего отца, и посредством монтажа показано, как восемь разных замков получают приказы и выступают в поход.
Первые сцены, в которых Тирион с Бронном спускается с Лунных гор и встречает дикарей, не были написаны Мартином. Так как они предназначались для седьмого эпизода, их написали Бениофф и Уайсс. Как это часто случается на телевидении, сцены перенесли из одного эпизода в другой во время монтажа.

### Кастинг
В эпизоде впервые появляются два заметных персонажа: Клайв Мантл в роли северного знаменосца лорда Джона Амбера, известного как «Большой Джон», и Иэн Гелдер в роли правой руки и брата Тайвина, Кивана Ланнистера.

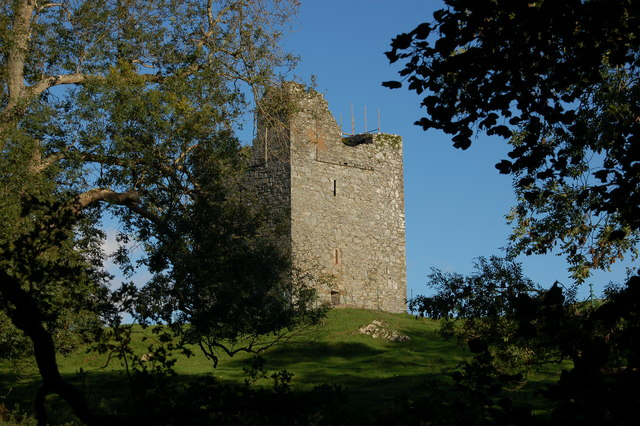
Замок Одли использовали как одну из заброшенных башен рва Кейлина, охраняющих Перешеек.

### Места съёмок
Павильонные съёмки проходили на студии The Paint Hall в Белфасте, включая все сцены в Красном Замке и Винтерфелле. Съёмки военных лагерей Старков и Ланнистеров проводились в поместье Касл Уорд рядом с деревней Стрэнгфорд. Замок Одли в поместье, сыгравший руины одной из башен рва Кейлина, виден, когда Кейтилин и Родрик присоединяются к армии Робба.
Сцены в деревне Ягнячьего народа, которую разграбили дотракийцы, снимались в конце октября 2010 года в Мальте, в фермерском городе Маниката. Для наружных съёмок Красного Замка, где Арья находит свой меч Иглу, использовали Дворец Сан-Антон.

### Посвящение
Эпизод посвящён памяти Ральфа Вичинанцы. Он был одним из соисполнительных продюсеров, прикреплённых к «Игре престолов», и умер во сне от церебральной аневризмы 25 сентября 2010 года.

## Реакция

### Рейтинги
Эпизод посмотрели 2.7 миллионов зрителей во время первого показа и еще 900,000 — во время повтора.

### Реакция критиков
Эпизод был хорошо оценён критиками. Среди наиболее восторженных была Морин Райан из AOL TV, которая назвала его «пока что лучшим эпизодом». Мэтт Фоулер из IGN заметил, что этот эпизод, где Неда почти нет, был очень насыщенным.

### Номинация на «Эмми»
Мишель Клэптон (художник по костюмам) и Рэйчел Уэбб-Крозье (супервайзер по костюмам) были номинированы на премию «Эмми» в 2011 году за лучшие костюмы в сериале, но проиграли сериалу «Борджиа».